# دلووها لهوتا (ناحیه بلانسکو)
دلووها لهوتا (ناحیه بلانسکو) (به چکی: Dlouhá Lhota) یک منطقهٔ مسکونی در جمهوری چک است که در ناحیه بلانسکو واقع شده‌است. دلووها لهوتا ۵٫۲۹ کیلومتر مربع مساحت و ۱۱۰ نفر جمعیت دارد و ۴۷۰ متر بالاتر از سطح دریا واقع شده‌است.